# 関東三大師
関東三大師（かんとうさんだいし）は次の2つを指す。
- 真言宗の弘法大師を祀る関東厄除け三大師（かんとうやくよけさんだいし）
- 天台宗の元三大師を祀る関東三大師、関東の三大師

## 関東厄除け三大師
関東厄除け三大師とは、弘法大師（空海）を祀る寺院（真言宗）のうち、次の3つの寺院を指す。

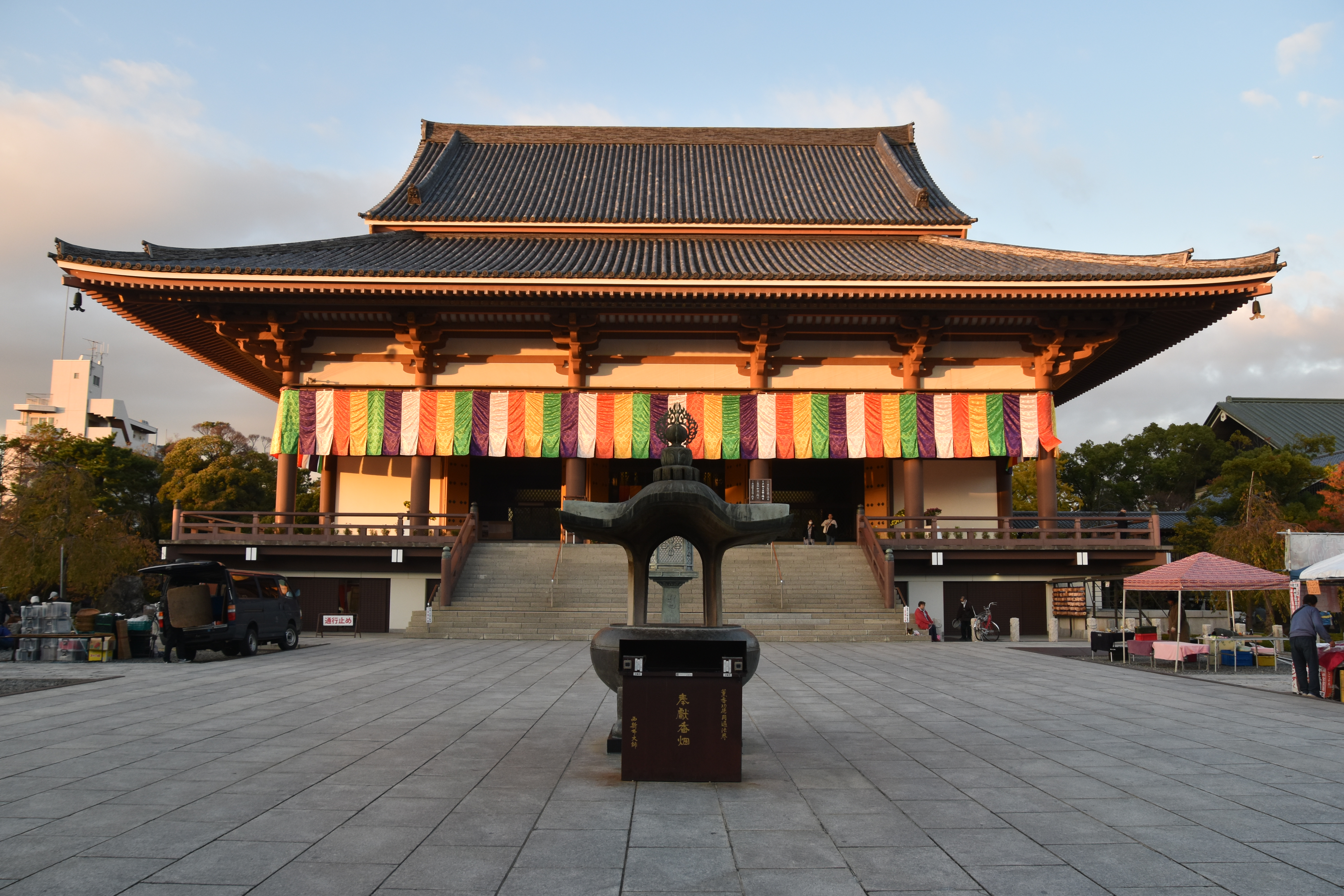
西新井大師
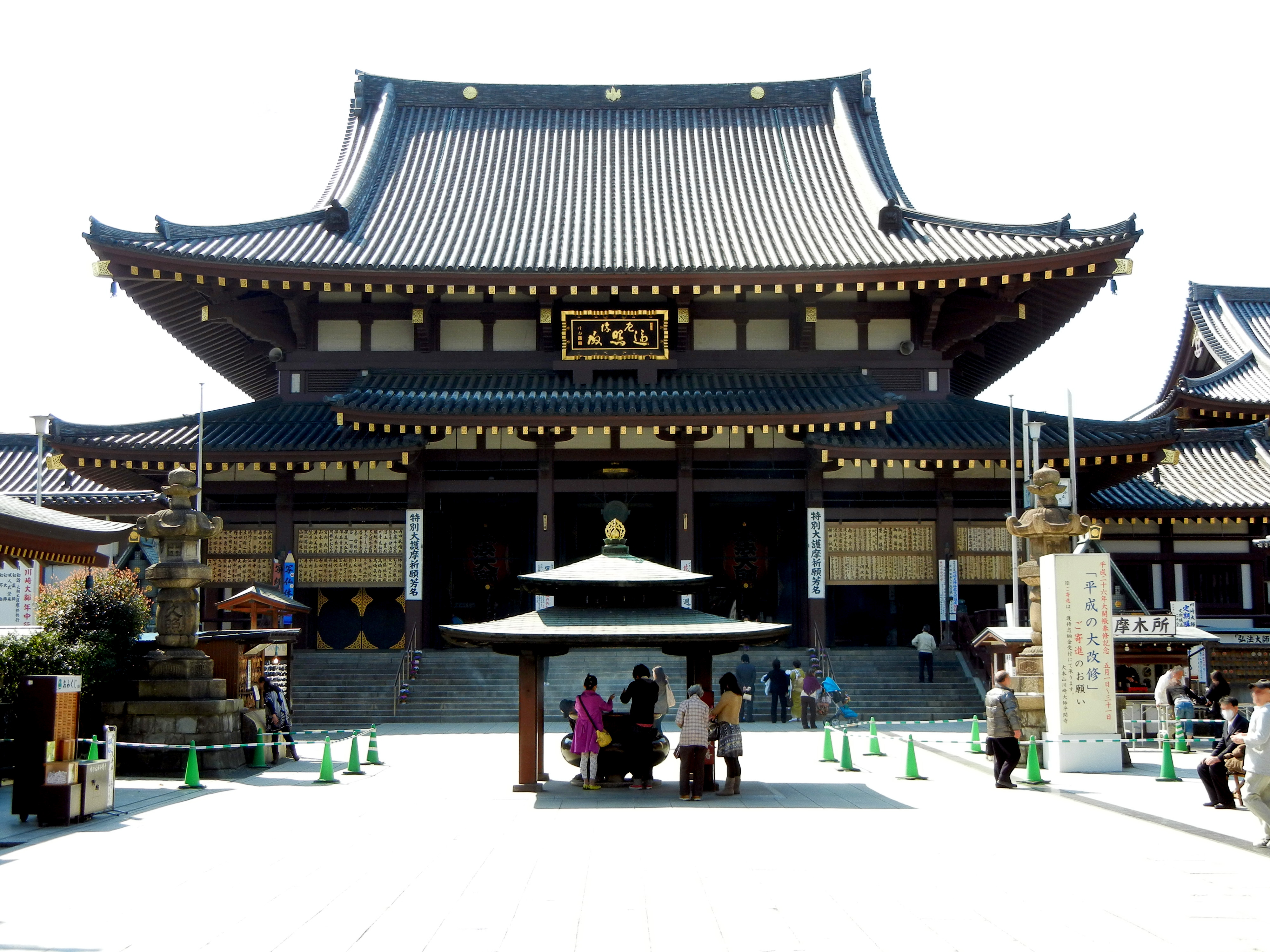
川崎大師
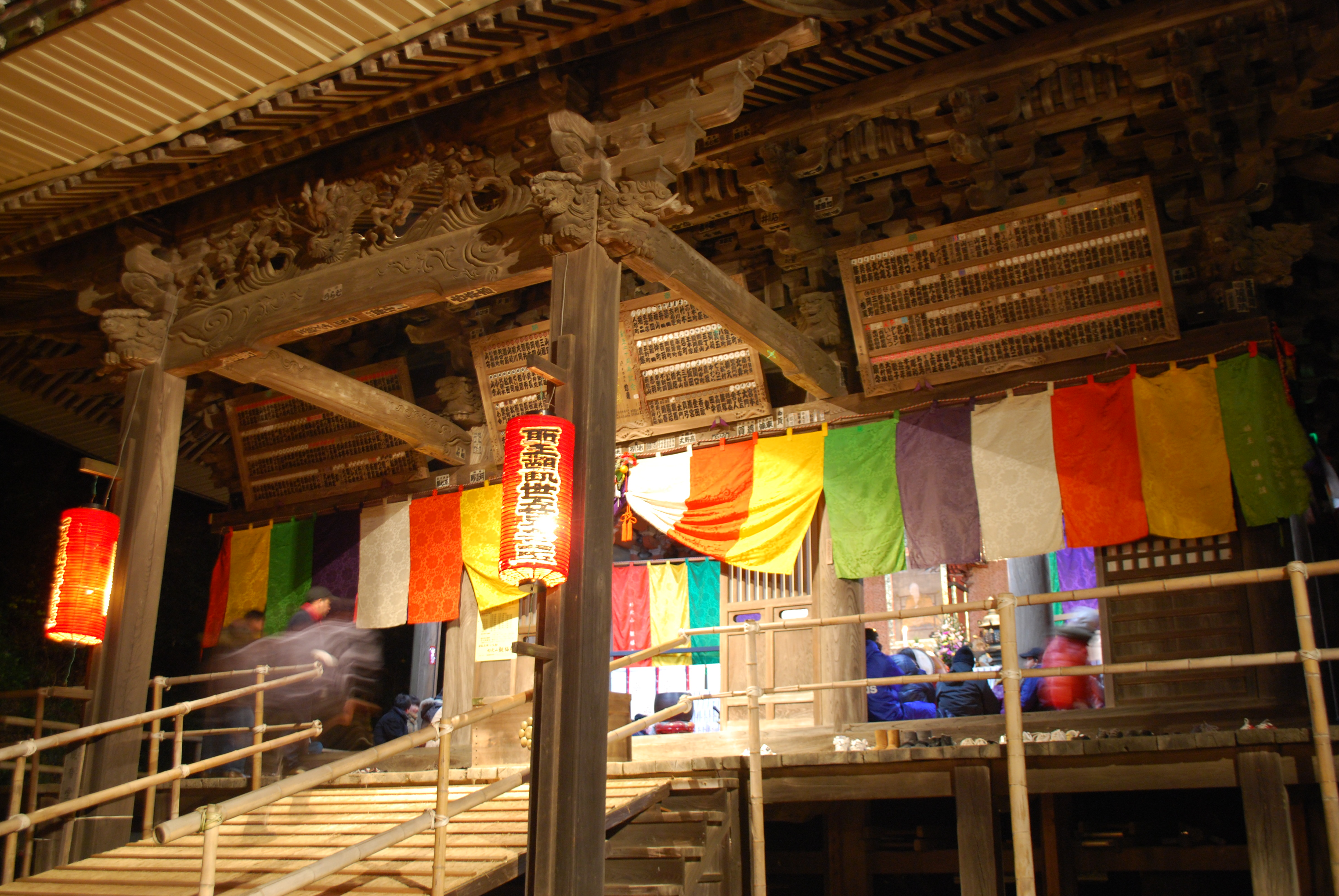
観福寺大師堂

- 西新井大師
- 川崎大師
- 観福寺大師堂

## 関東の三大師
関東の三大師という場合は、厄除け大師とも呼ばれる元三大師（良源）を祀る寺院（天台宗）のうち次の3つの寺院を指す場合が多く、関東厄除け三大師とは全く別な物である。
- 佐野厄除け大師
- 青柳大師
- 川越大師

以下を入れるとする説もある。
- 拝島大師
- 足利厄除け大師
- 寺岡山元三大師
- 砂町大師
- 寺島大師 (蓮華寺)
- 厄除元三大師（深大寺）
- 道合大師（弘法大師を祀る）
- 小塚大師（弘法大師を祀る）